# 大河内昭博
大河内 昭博（おおこうち あきひろ、1971年8月3日 - ）は、日本の外交官。

## 人物
京都府出身。1993年3月に東京大学法学部第二類中退後、外務省入省。欧州連合日本政府代表部公使、大臣官房参事官等を経て、2024年7月より大臣官房審議官を務める。

## 略歴
- 1993年4月　外務省入省
- 2009年7月　国際連合日本政府代表部 一等書記官
- 2010年1月　国際連合日本政府代表部 参事官
- 2012年8月　経済局政策課 企画官
- 2014年7月　総合外交政策局安全保障政策課国際安全・治安対策協力室長
- 2015年10月　国際法局社会条約官室社会条約官
- 2017年9月　経済局経済連携課長
- 2019年8月　欧州連合日本政府代表部 参事官
- 2021年1月　欧州連合日本政府代表部 公使
- 2022年8月　大臣官房参事官兼経済局（大使）
- 2024年7月　大臣官房審議官兼経済局（大使）
- 2024年7月　大臣官房審議官（アジア大洋州局、アジア大洋州局南部アジア部担当）

## 同期
- 今西淳（23年ドバイ総領事）
- 今福孝男（24年大臣官房審議官）
- 岡野結城子（24年国際文化交流審議官）
- 林誠（24年大臣官房審議官（経済局、アジア大洋州局、アジア大洋州局南部アジア部担当））